# Agroeca dubiosissima
Agroeca dubiosissima är en spindelart som först beskrevs av Embrik Strand 1908.  Agroeca dubiosissima ingår i släktet Agroeca och familjen månspindlar.
Artens utbredningsområde är Peru. Inga underarter finns listade i Catalogue of Life.